# Johann Koplenig
Johann Koplenig, né le 15 mai 1891 à Gitschtal en Autriche et mort le 13 décembre 1968 à Vienne, est un homme politique autrichien, président du Parti communiste d'Autriche de 1945 à 1965, et président d'honneur du parti de 1965 à sa mort. En 1945, il est l'un des vice-chanceliers d'Autriche dans le Gouvernement provisoire de Karl Renner.

## Biographie
Fils d'un ouvrier agricole, Johann Koplenig naît à Jadersdorf, un petit village près de Gitschtal, en Carinthie. Il suit un apprentissage de cordonnier.
En 1910, il adhère au Parti social-démocrate d'Autriche (SDAPÖ). Pendant la Première Guerre mondiale, il combat pour l'Autriche-Hongrie, mais est capturé en Russie et fait prisonnier de guerre en 1915. Il travaille pour les bolcheviks au moment de la révolution d'Octobre en 1917 et est membre d'un conseil ouvrier à Nijni Novgorod de 1918 à 1920, date à laquelle il retourne en Autriche.
De retour au pays, il milite au Parti communiste d'Autriche (KPÖ) en Styrie. En 1922, il est élu au Comité central du parti, puis secrétaire général en 1924. Il est élu membre du Comité exécutif de l'Internationale communiste en 1928, et en 1935-1943, il est membre du Præsidium du comité. Lorsque le KPÖ est interdit par le régime d'Engelbert Dollfuss en 1934, Koplenig entre dans la clandestinité et continue à travailler illégalement en Autriche avant de fuir le pays. Il reste en exil après l'Anschluss et le déclenchement de la Seconde Guerre mondiale, on trouve alors sa trace en Tchécoslovaquie, en France et en Union soviétique.
Johann Koplenig revient en Autriche en 1945 et est nommé vice-chancelier du gouvernement provisoire de Karl Renner, avec Adolf Schärf et Leopold Figl. La même année, il est élu au Conseil national, dont il reste député jusqu'en 1959. Il est également élu président du KPÖ, poste qu'il conserve pendant vingt ans avant de démissionner en 1965 ; il conserve le titre de président d'honneur jusqu'à sa mort,.
Il meurt d'un cancer à Vienne en 1968 et est incinéré à Feuerhalle Simmering, où ses cendres sont enterrées. Il s'est marié deux fois : sa première femme, Anna, est décédée en 1921. Sa seconde épouse, qu'il épouse en 1929, est l'historienne Hilde Koplenig (de) née Oppenheim (1904-2002), fille de l'astronome Samuel Oppenheim. Johann et Hilde ont eu deux enfants.

## Hommage
Une statue en sa mémoire se trouve devant le bâtiment de Globus-Verlag, la maison d'édition du KPÖ, à Brigittenau, Vienne.